# Opera Científica (álbum)
Opera Científica es un doble disco recopilatorio del grupo musical Aviador Dro editado en el año 1999 por el sello "Rompeolas" bajo la referencia ROM004.
Uno de sus CD (denominado Célula 1) recopila los quince singles favoritos del grupo tras 20 años de andadura y el otro (Célula 2) incluye seis temas nuevos, cuatro reconstrucciones actualizadas y otras tantas remezclas hechas por Cio, Pez, HD Substance y Shakermoon.

## Lista de canciones
| Título                                   | Autor                             | Duración |
| ---------------------------------------- | --------------------------------- | -------- |
| La chica de Plexiglás                    | Servando Carballar                | 2:16     |
| Nuclear sí                               | Servando Carballar                | 3:00     |
| Programa en espiral                      | Servando Carballar                | 3:41     |
| Selector de frecuencias                  | Servando Carballar                | 6:09     |
| Amor industrial                          | Servando Carballar                | 4:49     |
| Néstor el Cyborg                         | Servando Carballar                | 4:10     |
| Baila la guerra                          | Servando Carballar                | 4:44     |
| Vortex                                   | Servando Carballar                | 4:27     |
| La ciudad en movimiento                  | Servando Carballar, Manuel Guio   | 7:18     |
| Himno aéreo                              | Servando Carballar                | 6:37     |
| La única solución es la venganza         | Servando Carballar, Marta Cervera | 3:56     |
| Vivir para morir                         | Servando Carballar                | 5:16     |
| Trance                                   | Servando Carballar                | 5:05     |
| Alter ego                                | Servando Carballar                | 5:48     |
| La televisión es nutritiva               | Servando Carballar                | 4:29     |
| Radiante                                 | Servando Carballar                | 4:43     |
| Virtual                                  | Servando Carballar                | 5:20     |
| Dogma de fe                              | Servando Carballar                | 5:52     |
| Godzilla (Versión 2000)                  | Servando Carballar                | 3:07     |
| Hal 9000 (Cio remix)                     | Servando Carballar                | 6:25     |
| Amor industrial (Pez remix)              | Servando Carballar                | 5:20     |
| Programa en espiral (HD Substance remix) | Servando Carballar                | 5:02     |
| Nuclear sí (Shakermoon reconstrucción)   | Servando Carballar                | 5:29     |
| Brigada de demolición (Versión 2000)     | Servando Carballar                | 5:17     |
| Antimateria (Versión 2000)               | Servando Carballar                | 4:21     |
| Superchica                               | Servando Carballar                | 4:56     |
| Sinfonía genética                        | Servando Carballar                | 6:11     |
| Opera científica                         | Servando Carballar                | 5:12     |
| Hal 9000 (Versión 2000)                  | Servando Carballar                | 5:19     |